# The Unfinished Swan
The Unfinished Swan är ett äventyrspel utvecklat av Giant Sparrow till Playstation 3, släppt i oktober 2012 genom Playstation Network. Spelet börjar med en helt vit omgivning i vilken spelaren jagar en förrymd svan.  

## Spelupplägg
I en prototyp från 2008 föreslogs det att spelet huvudsakligen skulle bestå av en funktion där spelaren slänger klumpar av svart färg på en i övrigt vit värld. Ett senare demo ändrade detta till ett omvänt scenario där ödesdiger musik spelas. 

## Utveckling
Utvecklingen av The Unfinished Swan började februari 2008 med en prototyp som tog ungefär två månader att färdigställa. Senare samma år utökades den och medverkade på Independent Games Festival (IGF). Den förlorade i sin kategori mot Tag: The Power of Paint.
Efter dess visning på IGF slöt Sony och Giant Sparrow en överenskommelse som innebär finansiering, kontor, utrustning och rådgivning i form av hjälp från SCE Santa Monica Studio.

## Musik
Soundtracket till The Unfinished Swan är komponerat av Joel Corelitz och kombinerar elektronisk musik med stråkinstrument. Det spelades in i Nashville på Ocean Way Studios av Nashville Music Scoring orchestra.